# Bâtiment de l'ancienne caisse d'épargne à Stara Pazova
Le bâtiment de l'ancienne caisse d'épargne à Stara Pazova (en serbe cyrillique : Зграда некадашње штедионице у Старој Пазови ; en serbe latin : Zgrada nekadašnje štedionice u Staroj Pazovi) se trouve à Stara Pazova et dans la province de Voïvodine, en Serbie. Il est inscrit sur la liste des monuments culturels de grande importance de la république de Serbie (identifiant no SK 1343).

## Présentation
Le bâtiment, situé à l'angle des actuelles rues Svetosavska et Kralja Petra I (anciennement : JNA et Lole Ribara), a été construit en 1905 pour un usage à la fois résidentiel et commercial.
Il est constitué d'un rez-de-chaussée et d'un étage ; l'entrée du bâtiment s'effectue à l'angle de l'édifice. Au-dessus de l'entrée se trouve un ensemble de trois fenêtres, une sur chacune des trois faces de la partie angulaire, et le tout est surmonté d'un dôme. Sur le plan horizontal, un cordon profilé sépare nettement le rez-de-chaussée et l'étage et une corniche court en-dessous du toit ; sur le plan vertical, la façade est rythmée par des pilastres.
Les façades sont caractéristiques du style Sécession, avec des décorations en plâtre faisant apparaître des motifs floraux que l'on trouve au-dessus des portes, dans la partie supérieure des pilastres et au-dessus des fenêtres.
Avec l'organisation de l'espace, la conception architecturale et le traitement de la décoration des façades, ainsi que par sa position en face du bâtiment de l'hôtel Srem, l'ancienne caisse d'épargne offre un exemple d'architecture urbaine et d'urbanisme caractéristique du début du XXe siècle.
Des travaux de restauration ont été effectués sur l'édifice en 1981.